# Dendrocerus paradoxus
Dendrocerus paradoxus är en stekelart som beskrevs av Paul Dessart och Gaerdenfors 1985. Dendrocerus paradoxus ingår i släktet Dendrocerus och familjen trefåresteklar. Arten är reproducerande i Sverige. Inga underarter finns listade i Catalogue of Life.